# Verninge
Verninge er en lille by på Fyn med 757 indbyggere  (2025). Verninge er beliggende fire kilometer syd for Tommerup og 17 kilometer sydvest for Odense. Byen tilhører Assens Kommune og er beliggende i Region Syddanmark.
Den hører til Verninge Sogn, og Verninge Kirke samt Verninge Skole ligger i byen.